# Vonones (Indo-Skythen)

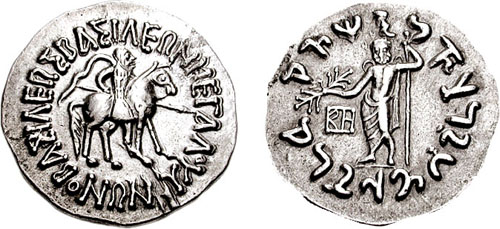
Münze des Vonones mit Nennung des Spalahores

Vonones war ein Indo-Skythischer König, der im ersten vorchristlichen Jahrhundert regierte (ca. 75–65 v. Chr.). 
Vonones, der einen parthischen Namen trug, ist so gut wie nur von seinen Münzen bekannt. Diese zeigen griechische Legenden, aber auch solche in Kharoshthi. Auf den Münzen wird auch sein Bruder Spalahores genannt, der anscheinend mit ihm regierte und ihm auch nachfolgte. Daneben wird auch noch Spaladagames genannt, der der Sohn von Spalahores war.